# Regiunile Statistice ale Macedoniei de Nord

Regiunile Statistice ale Republicii Macedonia

Regiunile Statistice ale Republicii Macedonia (în limba macedoneană регион) sunt opt mărimi statistice, fără personalitate juridică. Fiecare dintre acestea include teritoriul mai multor comune vecine din Republica Macedonia.
O lege din 2009 a activat apoi Centrele de Dezvoltare corespunzătoare acestor regiuni care, deși nu sunt autorități locale care nu au competențe obligatorii pentru cetățeni, au personalitate juridică ca consorții libere de comune care vizează dezvoltarea economică locală prin atragerea investițiilor străine. Singurul organ al fiecărei regiuni este adunarea primarilor, care se întâlnește în rândul diferitelor comune și are un grup restrâns de funcționari.

## Lista
| Harta | Regiunea                        | Populație (2016) | Suprafață (km2) |
| ----- | ------------------------------- | ---------------- | --------------- |
|       | Regiunea Statistică de Est      | 176.262          | 3.537           |
|       | Regiunea Statistică de Nord-Est | 176.169          | 2.310           |
|       | Regiunea Statistică Pelagonia   | 230.004          | 4.717           |
|       | Regiunea Statistică Polog       | 320.826          | 2.416           |
|       | Regiunea Statistică Skopje      | 624.585          | 1.813           |
|       | Regiunea Statistică de Sud-Est  | 173.545          | 2.739           |
|       | Regiunea Statistică de Sud-Vest | 219.740          | 3.340           |
|       | Regiunea Statistică Vardar      | 152.571          | 4.042           |